# Вовковиськ
Вовкови́ськ (біл. Ваўкавыск, пол. Wołkowysk, їд. וואלקאוויסק, лит. Valkaviskas) — місто, розташоване у південно-східній частині Гродненської області Білорусі на річці Рось (притока Німану), райцентр. Населення — близько 46,3 тисяч жителів (1 січня 2007).

## Географічні відомості
Вовковиський район межує із Берестовицьким, Свислоцьким, Мостовським, Зельвенським районами Гродненської області й Пружанським районом Брестської області. У районі міститься 191 населений пункт: 188 сіл, 2 селища міського типу й місто Вовковиськ.

## Історія
Перше згадування зустрічається в Турівському літописі (рукописний патерик «Туровской епископи заветъ блаженного Владимира») і датується 1005 роком. Тривалий період датою заснування вважався 1252 рік, місто згадувалося в Іпатіївському літописі у зв'язку із вторгненням галицько-волинських князів Данила Романовича і його брата Василька у землі Верхнього Принімання.
Вовковиськ у Середні віки був містом-фортецею на кордоні проживання балтів і слов'ян. Територію сучасного Вовковиського району населяли племена дреговичів і ятвягів.
Вовковиськ розміщався на височинах: Замчище, Муравельник і Шведська гора й лежав на шляху, що з'єднував басейни Дніпра, Західного Бугу й Німану: Вовковия давала вихід у Рось, Рось — у Німан, а Німан — Балтійське море. Через Вовковиськ проходив водний шлях «з варяг у греки», що з'єднував Чорне море з Балтійським через систему рік і волоків. У місті проживали купці й ремісники, які виготовляли зброю й військову збрую, шили одяг і взуття, обробляли хутро, робили посуд, готували вино, варили пиво.

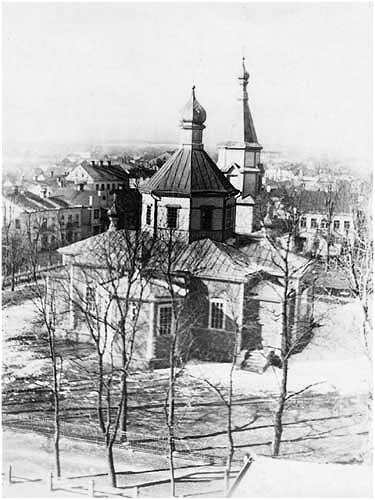
Церква Святих Апостолів Петра й Павла, початок 1900-х

У XII столітті став центром князівства. 1254 року за мирним договором Войшелк передав синові Данила, князеві Роману Даниловичу «Новгородок від Міндовга й від собі Вослонимъ і Волковыескъ». У Вовковиську став правити князь Гліб, визнавши себе васалом великого князя Литовського. Іпатіївський літопис повідомляє про участь Гліба Вовковиського в поході галицько-волинських військ на ятвягів в 1256 році. Наприкінці 50-х років литовські князі Войшелк і Товтил схопили й убили Романа. У відповідь на це Данило Галицький знову почав похід у Верхнє Принімання: захопив Вовковиськ і взяв у полон князя Гліба. Чим закінчився цей похід, літопис не повідомляє. Відомо тільки те, що Войшелк став знову княжити в Новокупці як васал Міндовга, а Вовковиськ і Слонім залишилися у васальній залежності від Литви.
В 1277 році війська руських князів Мстислава Даниловича, Володимира Васильковича і Юрія Львовича під час походу проти литовських князів зупиняли своє військо на нічліг під Вовковиськом. Останній раз Вовковиськ згадується в літописі у 1289 році, коли для підтримки мирних відносин литовські князі Будикид і Будивид передали Вовковиськ князеві Мстиславу.
У 1410 році місто захопили й спалили лицарі Тевтонського ордену. Вовковиська хоругва бере участь в Грюнвальдській битві 1410 року. В 1430 році князь Вітовт побудував у Вовковиську костел Св. Миколи. У різний час місто перебувало під впливом Полоцького князівства, Галицько-Волинської землі, з кінця XIII століття стало частиною Великого князівства Литовського.
У 1503 році місто одержало Магдебурзьке право. З 1507 по 1795 Вовковиськ входив до складу Новогрудського воєводства; був центром Вовковиського повіту. Станом на 1513 рік у Вовковиську було 9 вулиць. З 1536 року згадується Пречистенська церква, в 1598 році був заснований кляштор єзуїтів. Були часи, коли Вовковиськ був місцем проведення з'їздів сенаторів і послів Великого князівства Литовського.
З XVI століття Вовковиськ увійшов до складу Речі Посполитої. XVII сторіччя було не найкращим в історії Білорусі. Білорусь стала ареною численних воєн. В 1654 році біля Вовковиська відбулася битва об'єднаного війська ВКЛ і Польщі зі шведами, місто було зайняте військами Карла X. Під час війни Росії з Річчю Посполитою (1654—1667 рр.) місто було захоплено російськими військами (1655) і сильно зруйноване. Адміністративним центром міста був замок на ріці Вовковия недалеко від дороги на Ізабелін. До кінця XVIII століття в місті налічувалося тільки 362 будинки, де проживало 2 127 чоловік.
У результаті трьох розділів Речі Посполитої (1772, 1793, 1795 рр.) Білорусь увійшла до складу Російської імперії. В 1812 р. у Вовковиську розміщалася штаб-квартира 2-ї Західної армії під командуванням П. Багратіона (у наш час у будинку міститься музей ім. П. І. Багратіона). У ході війни між наполеонівською Францією й Російською імперією Вовковиськ знову піддався окупації й був зруйнований.
У 1860 році у місті було 492 будинки, 3 472 жителі, 2 школи, костел, церква, 7 молитовень, синагога, 2 млини, лікарня, цегельний завод, 58 магазинів.
У 1885 році через Вовковиськ пройшла залізниця Барановичі — Білосток, по якій перевозили 26 млн пудів вантажів у рік. Це стимулювало розвиток промисловості, і до 1891 року у місті працювало 19 фабрик і промислових підприємств. У 1897 році чисельність міста склала 10 323 жителі. У XIX столітті місто стало великою залізничною станцією й у ньому налічувалося 22 підприємства. Під час революції 1905-1907 років у Вовковиську і його околицях відбувалися виступи робітників, страйки сільських жителів, хвилювання новобранців і солдатів.
Під час Першої світової війни восени 1915 року місто зайняли німецькі війська, потім у лютому 1919 року місто зайняли польські війська, у липні 1920 до міста ввійшла Червона армія, а у вересні 1920 року Вовковиськ знову був зайнятий польськими військами й перебував у складі Польщі до 1939 року як центр повіту в Білостоцькому воєводстві. У місті працювали: ливарний завод, 2 цегельних заводи, 2 лісопилки. Поруч із містом почав працювати цементний завод, що вважався одним із найпотужніших підприємств у Західній Білорусі. З 1939 року Вовковиськ, внаслідок Пакту Молотова — Ріббентропа, анексований Радянським Союзом, із січня 1940 року — центр району.
28 червня 1941 року Вовковиськ зайняли німецькі війська. У місті розміщено концентраційний табір, у якому загинуло більш як 20 000 осіб, і єврейське гетто. 14 липня 1944 року місто зайняли радянські війська.
У липні 2022 р. у Вовковиську підірвали пам'ятник загиблим польським солдатам Армії Крайової.

## Економіка
У Вовковиському районі діє 29 промислових підприємств, з яких 8 — державної власності, 4 акціонерні товариства, одне кооперативне підприємство, 12 підприємств малого й середнього бізнесу. Найбільшими підприємствами Вовковиського району є: ВАТ «Красносельскстройматериалы», ВАТ «Волковыский мясокомбинат», ВАТ «Беллакт», ВАТ «Волмет». Продукція цих підприємств широко відома не тільки в Білорусі, але й за її межами.
Сільське господарство Вовковиського району передставлено 5 сільськогосподарськими кооперативами, 8 унітарними підприємствами різних форм власності й птахофабрикою. За ними закріплено 66 886 га сільськогосподарських угідь.
Будівельна галузь представлена 15 організаціями.

## Транспорт
Транспортна мережа Вовковиська має 2 залізничні станції Вовковиськ-Місто та Вовковиськ (до 13 грудня 2018 року — Вовковиськ-Центральний), локомотивне депо, вагонне депо й дистанцію колії «Барановицького відділення БЧ», автовокзал, «Вантажний автопарк № 6», «Автобусний парк № 4», Вовковиська філія «Автотранс № 9» Гродненської облспоживспілки, ВАТ «Волковыскспецавтотранс».

## Культура й освіта

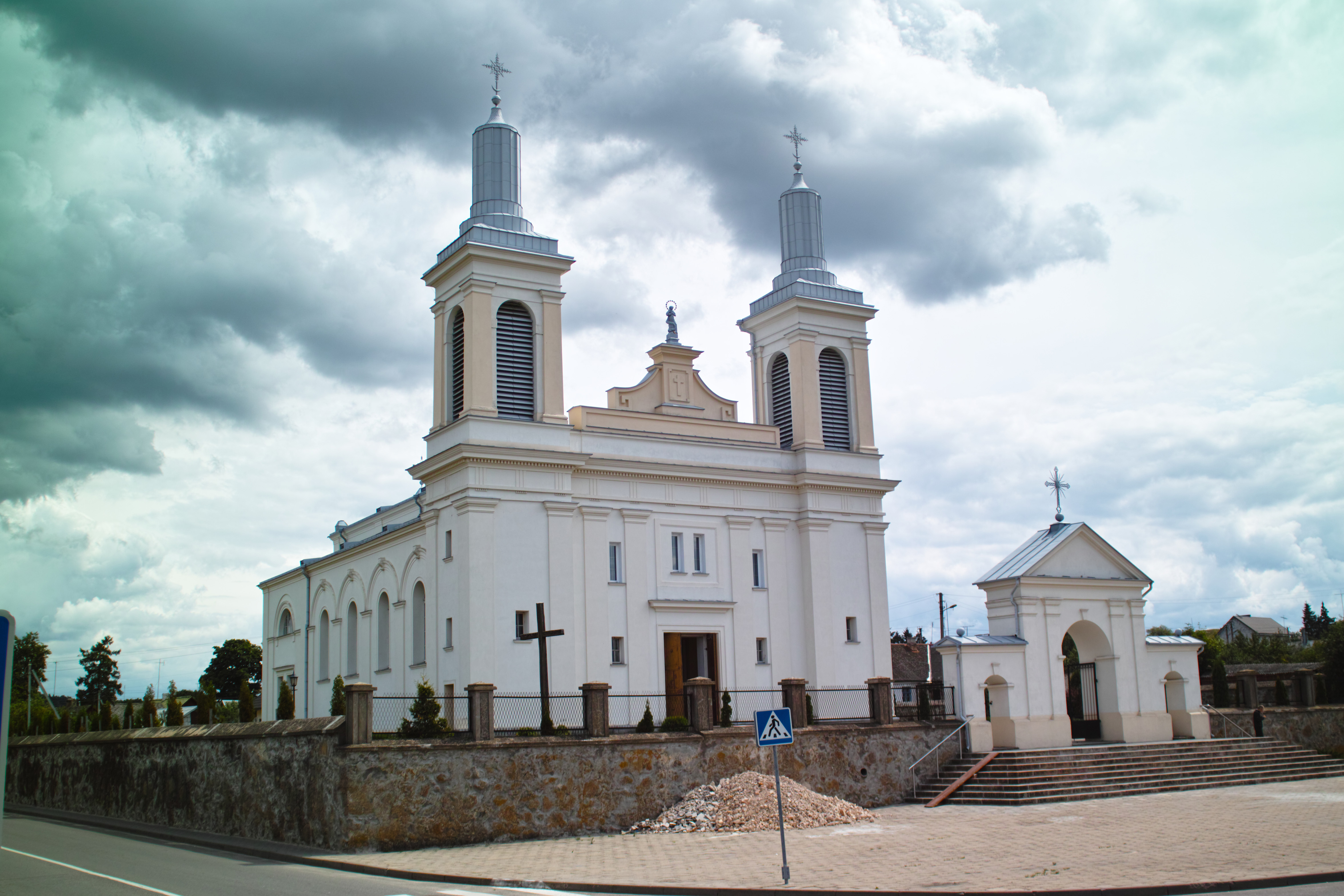
Костел Св. Вацлава з огорожею та брамою

Заклади культури представлені районним ним Будинком культури, районним методичним центром, міським парком, музеєм ім. П. І. Багратіона, центром ремесел, музичною школою, 5-ма бібліотечними установам, кінотеатрами, 6 школами середньої освіти, 2 гімназіями, 2 коледжами: аграрним та педагогічним.
Багато років відомі за межами району народні колективи «Натхнення», «Вяселле», «Ютшэнка», «Медуніца», «Пяшчота», оркестр російських народних інструментів, заслужений театр драми й комедії «Славутич».
У 2004 році у місті Вовковиську проводився республіканський фестиваль трудівників сільського господарства «Дожинки 2004».

## Спорт
У місті є 2 спеціалізовані дитячо-юнацькі школи Олімпійського резерву, 2 дитячо-юнацькі спортивні школи профспілок, фізкультурно-оздоровчі комплекси.
У Вовковиську перебуває одна із найкращих у Білорусі мотокросова траса, де пройшли два етапи чемпіонату Європи в класі мотоциклів до 250 див куб. і етап чемпіонату світу на мотоциклах з колясками. Регулярно проходять відкриті чемпіонати Республіки Білорусь у різних класах мотоциклів.

## Відомі особистості
В поселенні народився:
- Жеймо Яніна Болеславівна (1909—1987) — радянська кіноактриса
- Станіслав Плева (1925—2006) — польський геофізик.

## Символіка
Нові герб і прапор міста Вовковиська й Вовковиського району затверджені Рішенням № 225 Волковиського райвиконкому 12 квітня 2001 року.

## Галерея

Місто на старих фотографіях
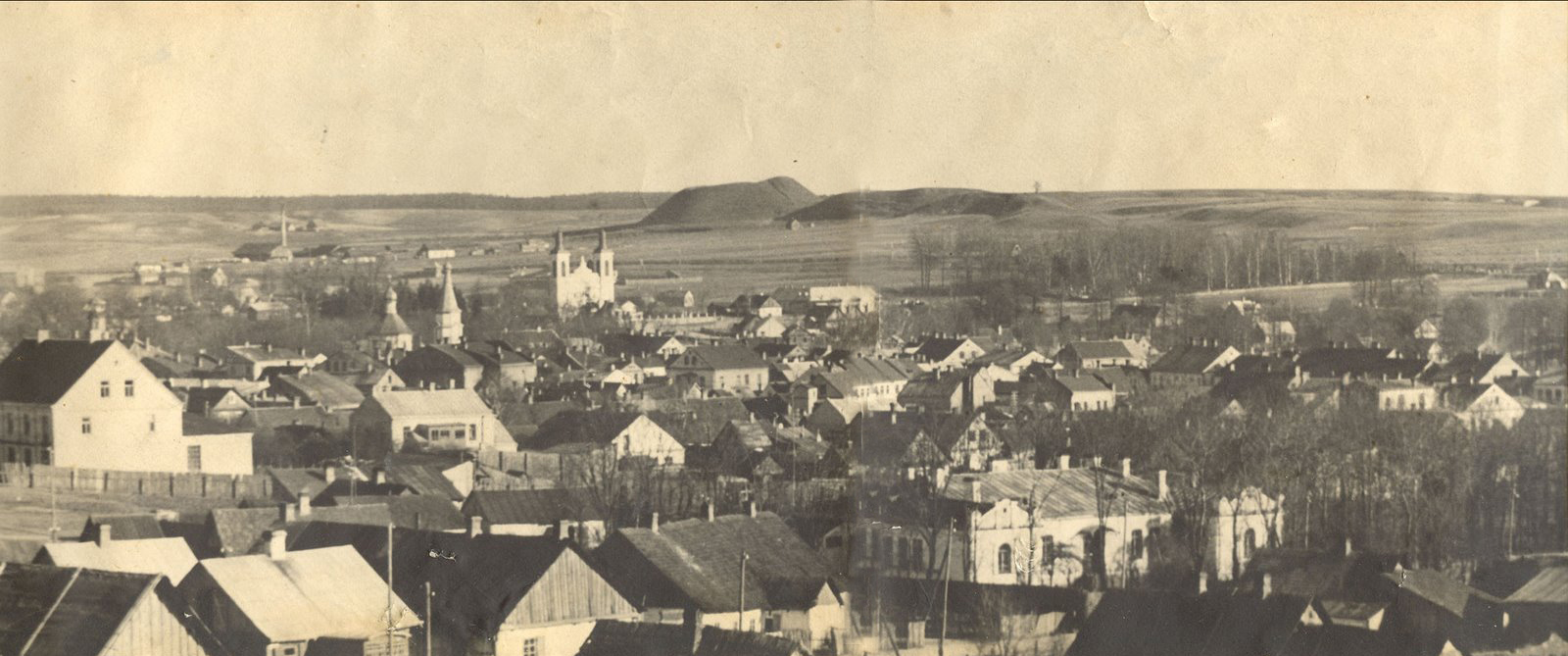
Загальний вигляд
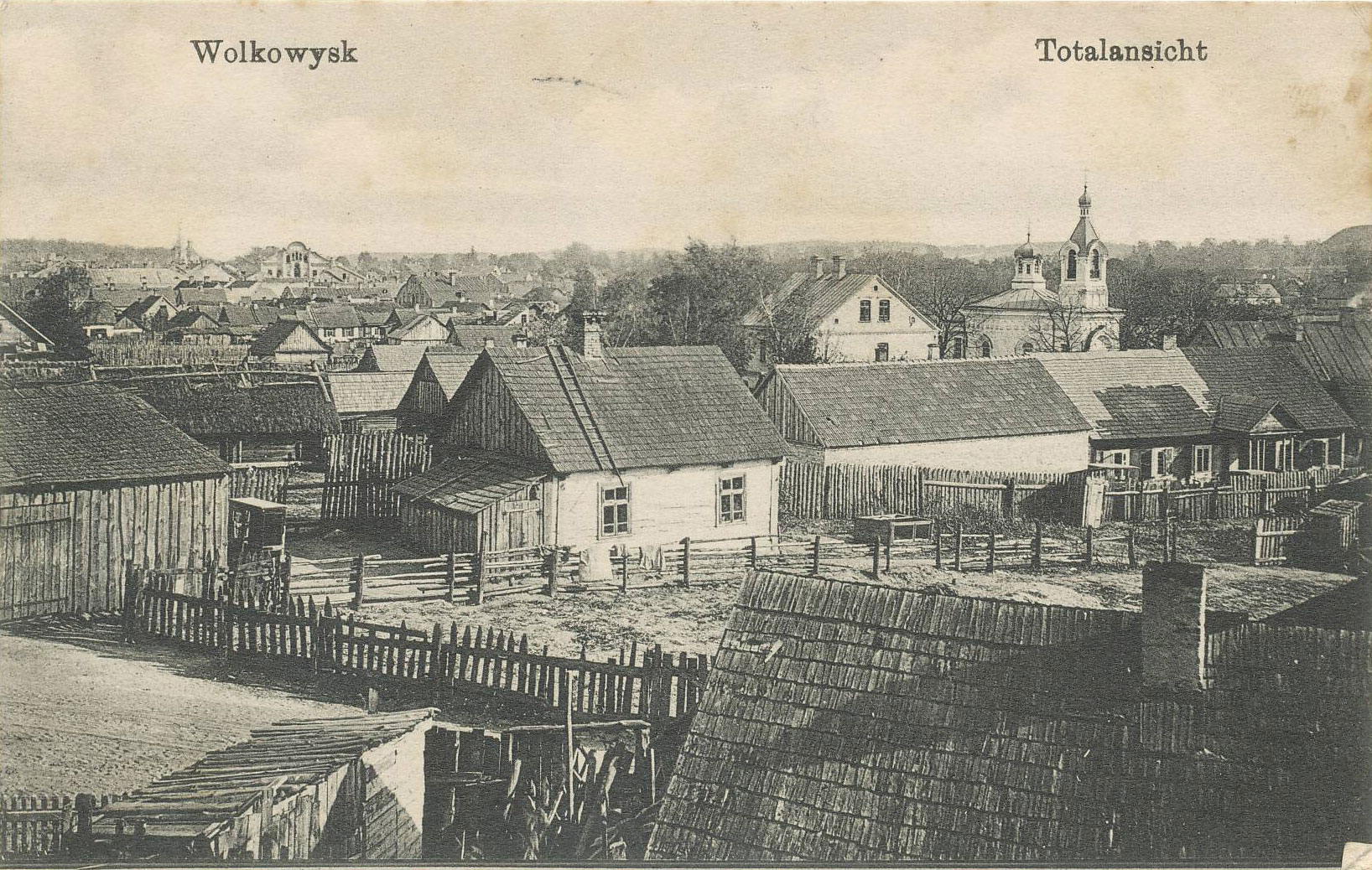
Панорама
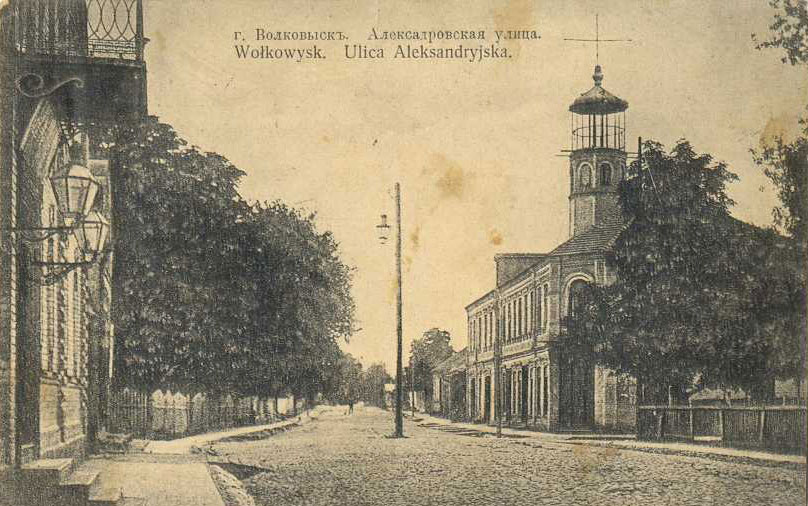
Вулиця Олександрівська
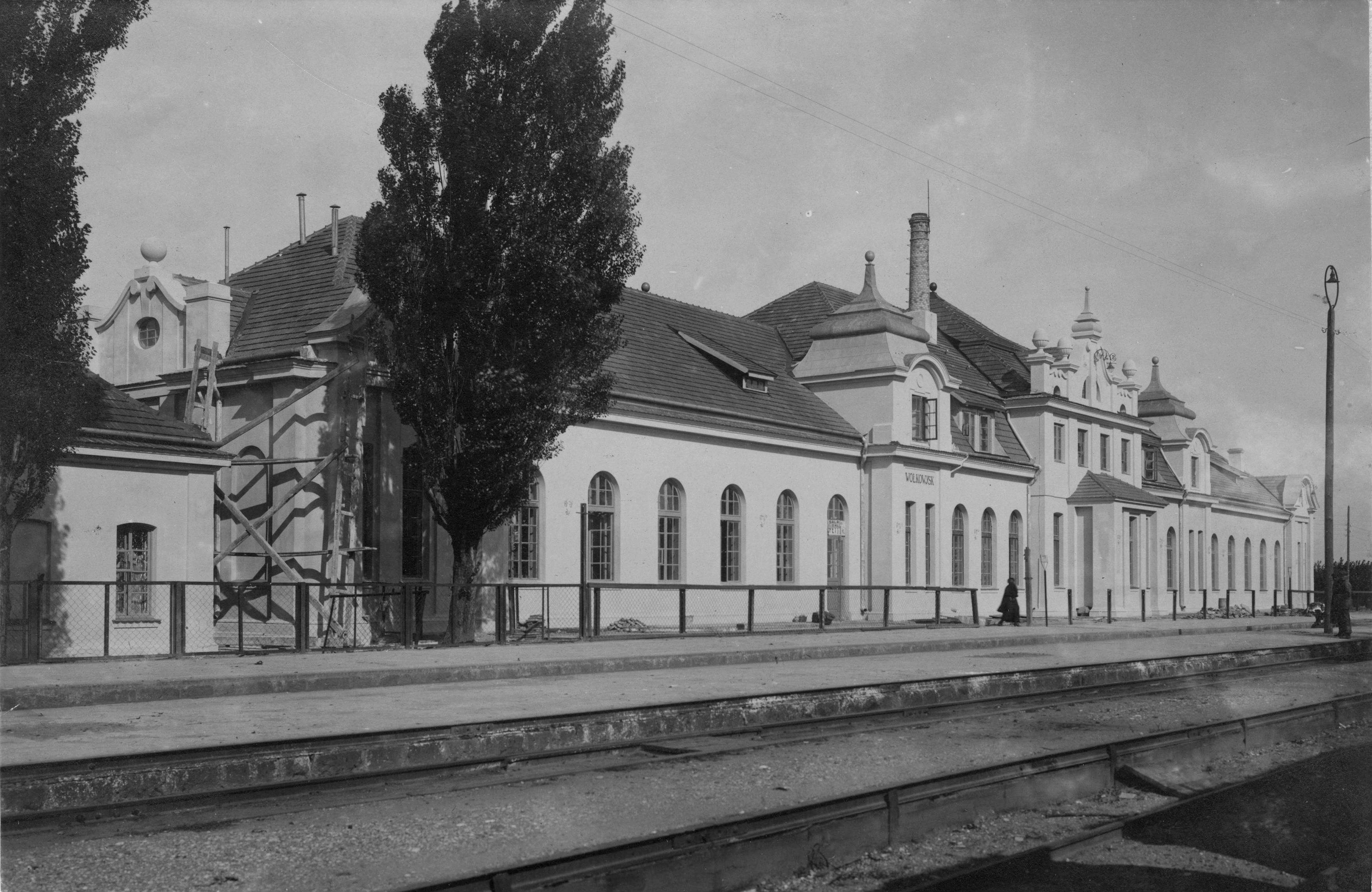
Станція Волковиськ-Центр
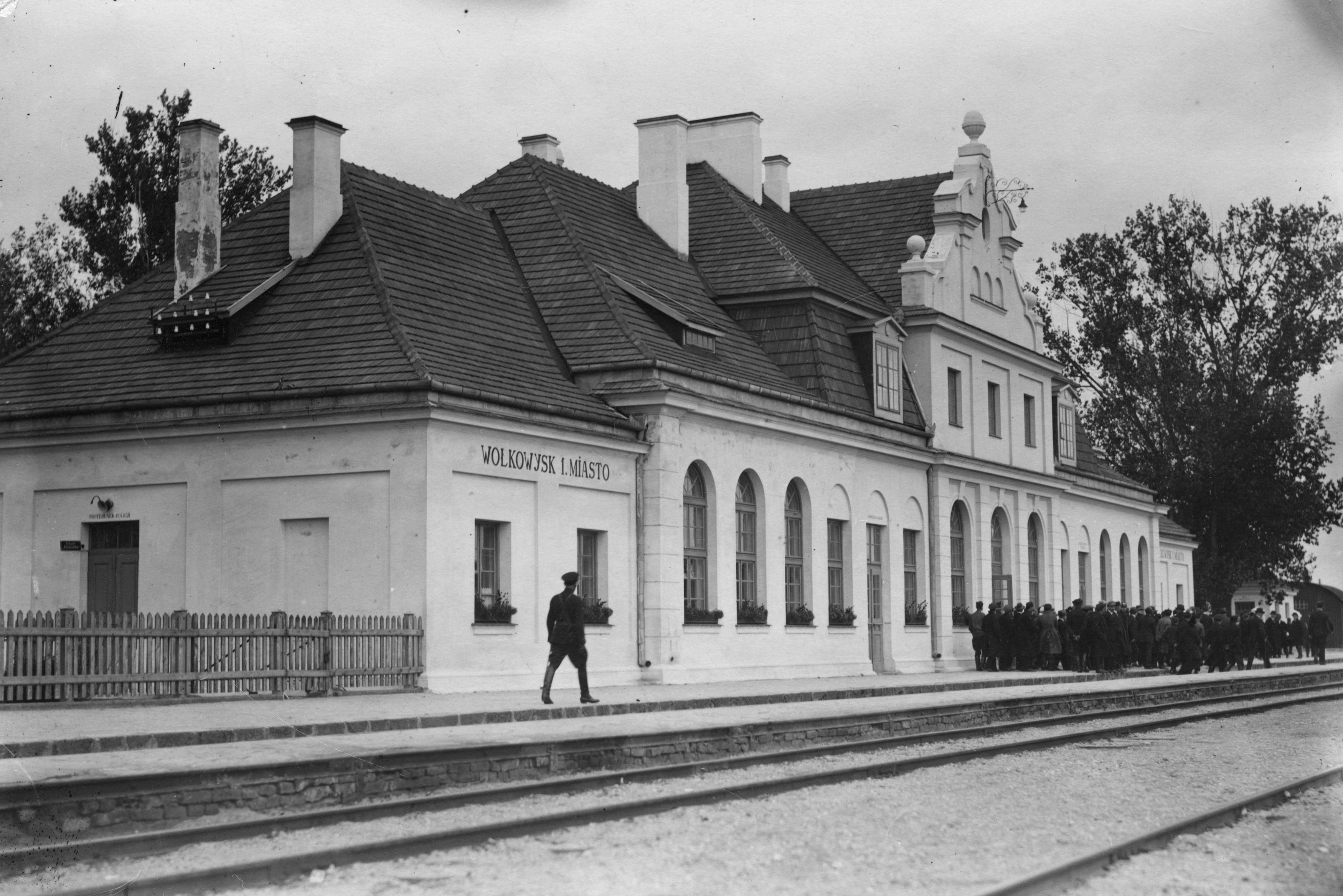
Станція Волковиськ-Місто
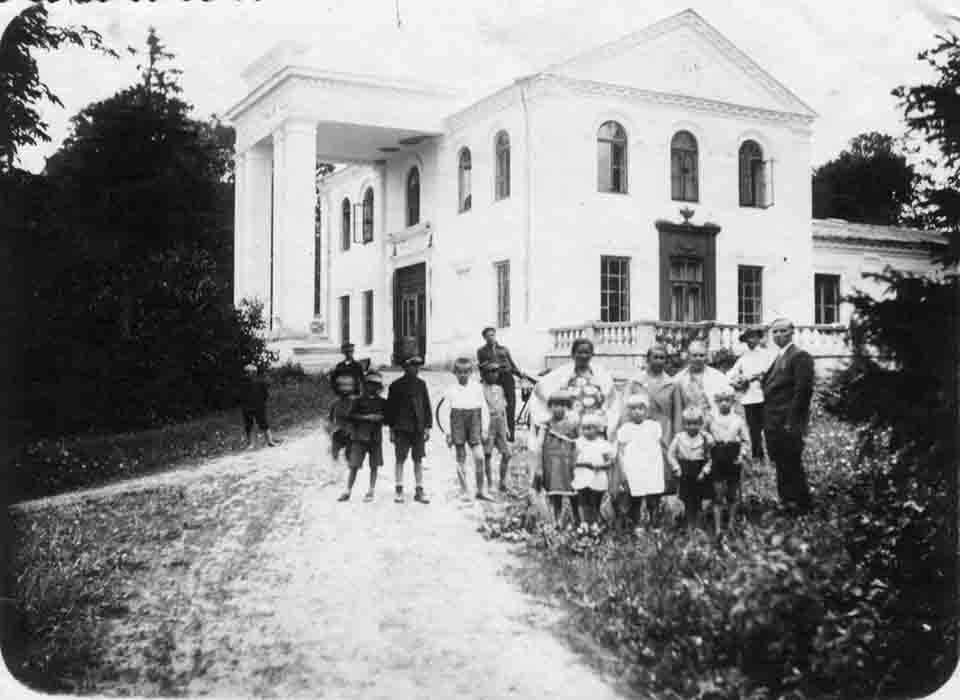
Палац
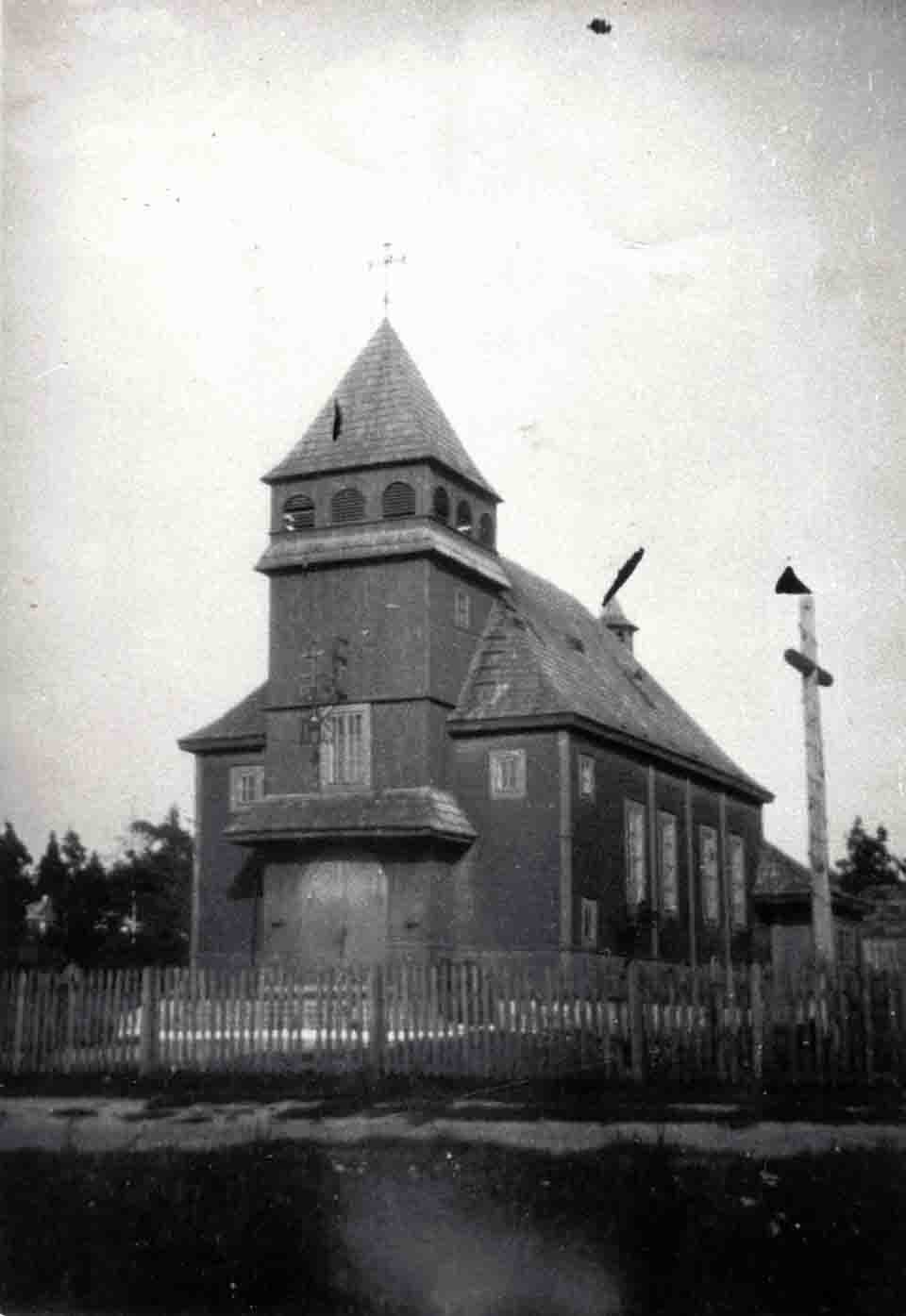
Костел Святого Станіслава Костки
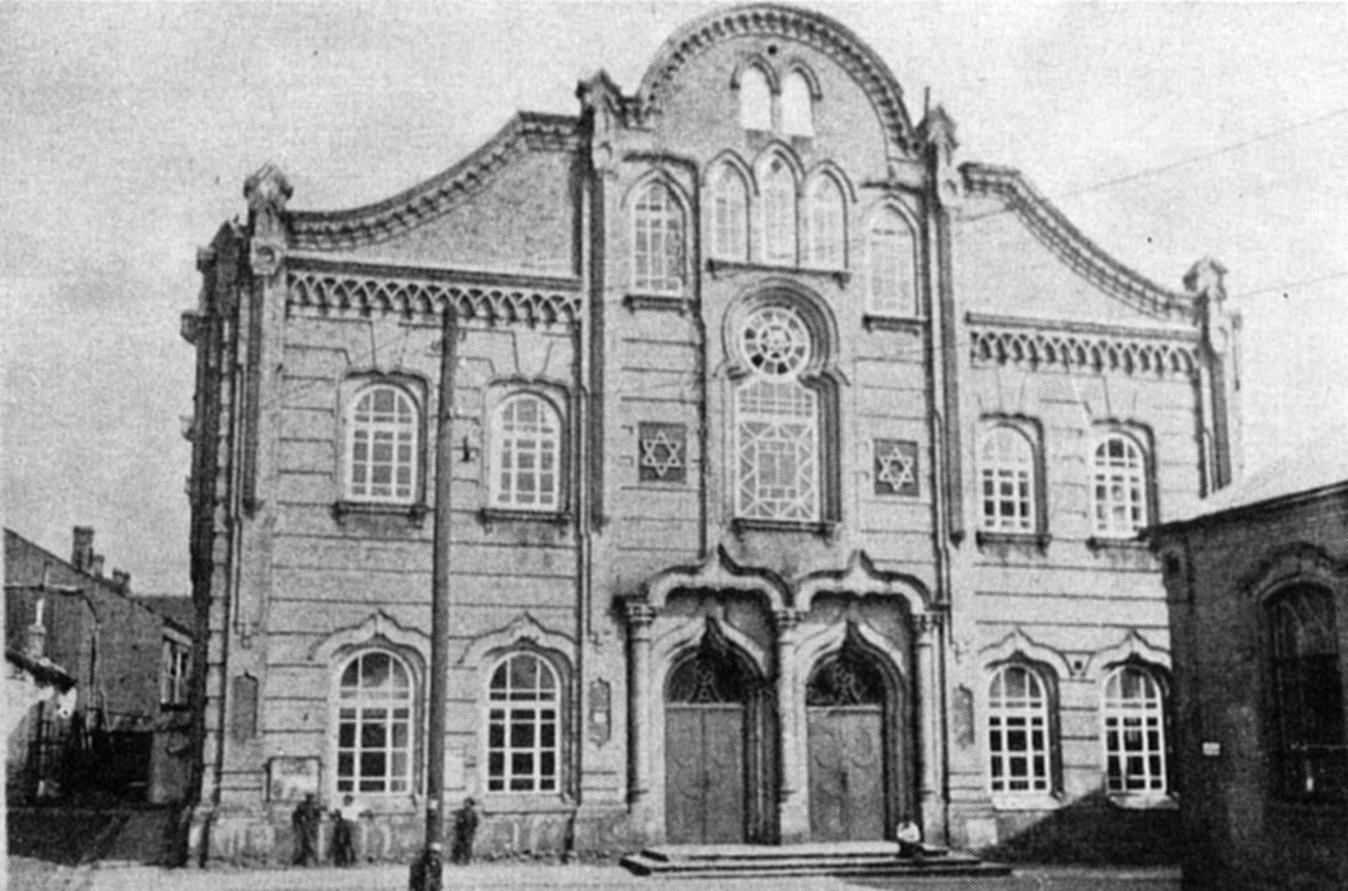
Синагога